# КК Трефл Сопот
КК Трефл Сопот (пољ. Trefl Sopot) је пољски кошаркашки клуб из Сопота. У сезони 2014/15. такмичи се у Првој лиги Пољске.

## Историја
КК Трефл Сопот је основан 2009. године након што се дотадашњи градски клуб Проком преселио у Гдињу. Од оснивања се такмичи у пољском првенству, а најбољи резултат било је друго место у сезони 2011/12. Национални куп освајао је два пута - 2012. и 2013. године.
Једини досадашњи наступ на европској сцени имао је сезоне 2012/13. у Еврокупу, али је такмичење завршио већ у првој групној фази.

## Успеси
| Такмичење                | Такмичење                | Број                     | Година                   |                          |                          |
| Национално првенство - 0 | Национално првенство - 0 | Национално првенство - 0 | Национално првенство - 0 | Национално првенство - 0 | Национално првенство - 0 |
| ------------------------ | ------------------------ | ------------------------ | ------------------------ | ------------------------ | ------------------------ |
| Прва лига Пољске         | Првак                    | -                        | -                        |                          |                          |
| Прва лига Пољске         | Други                    | 1                        | 2012.                    |                          |                          |
| Национални куп - 2       |                          |                          |                          |                          |                          |
| Куп Пољске               | Победник                 | 2                        | 2012, 2013.              |                          |                          |
| Куп Пољске               | Финалиста                | -                        | -                        |                          |                          |

## Познатији играчи
- Вонтиго Камингс
- Никола Марковић
- Милан Мајсторовић
- Ненад Мишановић
- Бојан Поповић

## Познатији тренери
- Жан Табак